# Ronde van het Groene Hart

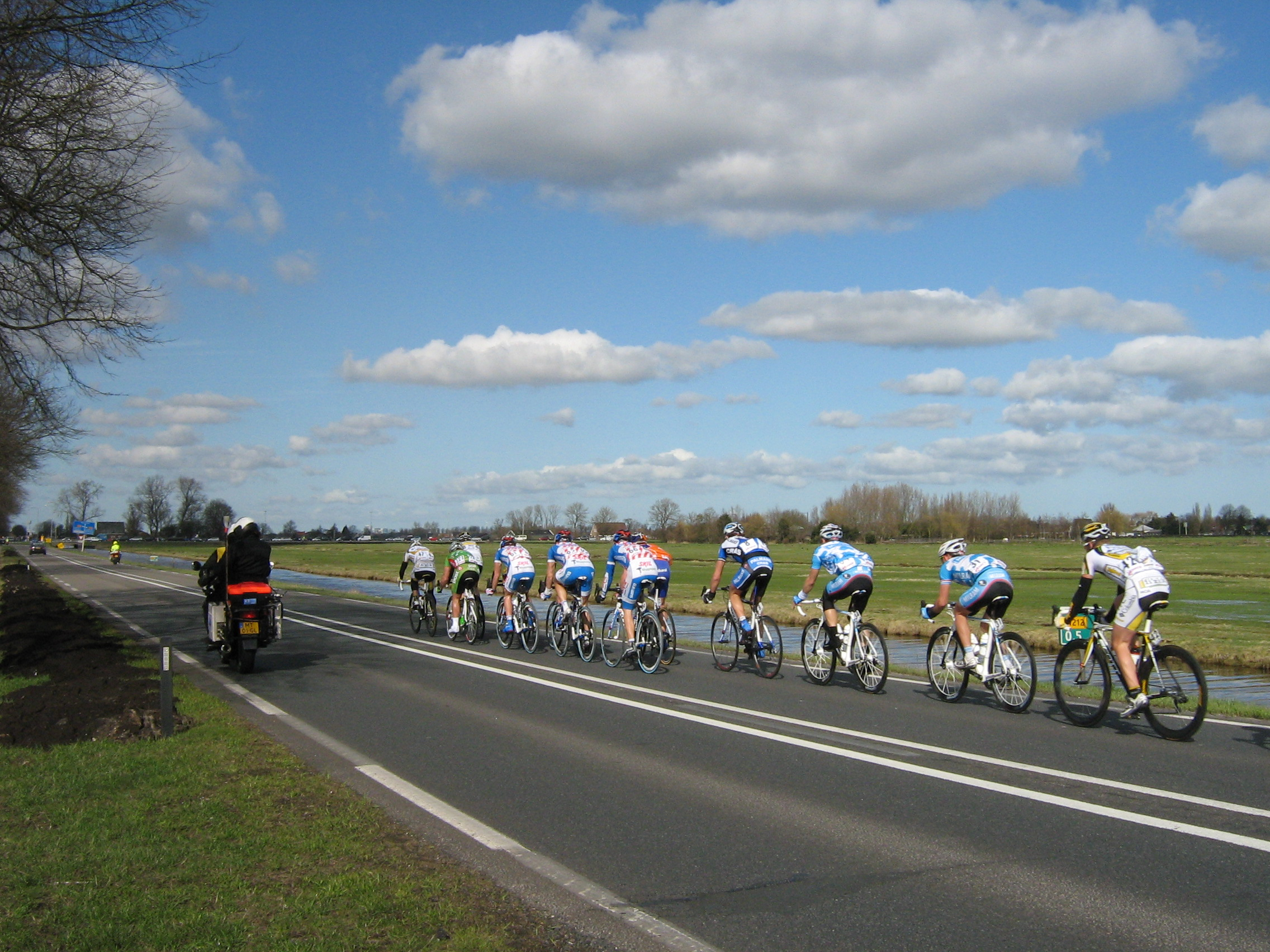
Ausgabe 2010

Die Ronde van het Groene Hart ist ein niederländisches Straßenradrennen.
Die Ronde van het Groene Hart ist ein Eintagesrennen, das in der Landschaft Groene Hart beheimatet ist. Der Start ist in Leiden und das Ziel befindet sich in Woerden, wo der Hauptsponsor Campina ansässig ist. Es wurde 2007 zum ersten Mal ausgetragen und fand Ende März statt. Das Rennen zählt zur UCI Europe Tour und ist in die Kategorie 1.1 eingestuft. Der erste Sieger war der Belgier Wouter Weylandt.

## Siegerliste
- 2011–2012 nicht ausgetragen
- 2010  Jens Mouris
- 2009  Geert Omloop
- 2008  Tomas Vaitkus
- 2007  Wouter Weylandt